# Lista episoadelor din Dragonul American: Jake Long
Următoarea listă prezintă episoadele serialului animat Dragonul American: Jake Long, difuzat de Disney Channel.

## Sezonul 1: 2005–2006
| Nr. | Titlu                                                                                                  | Prima difuzare    | Cod de producție |
| --- | --- | ----------------- | ---------------- |
| 1   | "Old School Training" ("Antrenatul Școlii Vechi")                                                      | 21 ianuarie 2005  | S01E01           |
| 2   | "Shapeshifter" ("Mimarea Formei")                                                                      | 13 mai 2005       | S01E02           |
| 3   | "Dragon Breath" ("Respirație de Dragon")                                                               | 22 ianuarie 20005 | S01E03           |
| 4   | "Adventures In Troll-Sitting / Fu Dog Takes a Walk" ("Aventuri cu Trolli / Fu Dog Merge Să Se Plimbe") | 18 februarie 2005 | S01E04           |
| 5   | "The Legend of Dragon Tooth" ("Legenda Danturii de Dragon")                                            | 4 februarie 2005  | S01E05           |
| 6   | "The Egg / The Heist" ("Oul / Jaful")                                                                  | 25 martie 2006    | S01E06           |
| 7   | "The Talented Mr. Long" ("Talentatul Domn Long")                                                       | 28 ianuarie 2005  | S01E07           |
| 8   | "Act 4, Scene 15" ("Actul 4, Scena 15")                                                                | 11 februarie 2005 | S01E08           |
| 9   | "Professor Rotwood's Thesis" ("Lucrarea Profesorului Rotwood")                                         | 25 februarie 2005 | S01E09           |
| 10  | "Body Guard Duty" ("Datoria De Body Guard")                                                            | 29 aprilie 2005   | S01E10           |
| 11  | "Dragon Summit" ("Întâlnirea Dragonilor")                                                              | 1 aprilie 2005    | S01E11           |
| 12  | "The Long Weekend" ("Weekendul Lung")                                                                  | 1 iulie 2005      | S01E12           |
| 13  | "Fu and Tell / Flight of the Unicorn" ("Fu și Spune / Zborul Unicornului")                             | 3 noiembrie 2005  | S01E13           |
| 14  | "Eye of the Beholder" ("Ochiul Martorului")                                                            | 30 iulie 2005     | S01E14           |
| 15  | "The Ski Trip" ("Excursia la Ski")                                                                     | 27 mai 2005       | S01E15           |
| 16  | "Jake Takes the Cake" ("Jake ia Prăjitura")                                                            | 26 august 2005    | S01E16           |
| 17  | "Ring Around the Dragon" ("Inel În Jurul Dragonului")                                                  | 12 ianuarie 2006  | S01E17           |
| 18  | "The Halloween Bash" ("Petrecerea de Halloween")                                                       | 22 octombrie 2005 | S01E18           |
| 19  | "Keeping Shop" ("Magazinul În Grijă")                                                                  | 15 decembrie 2005 | S01E19           |
| 20  | "The Hunted" ("Vânatul")                                                                               | 29 ianuarie 2006  | S01E20           |
| 21  | "Hong Kong Nights" ("Nopți În Hong Kong")                                                              | 8 septembrie 2005 | S01E21           |

## Sezonul 2: 2006-2007
Notă: Nu toate episoadele au fost difuzate, dar ultimul a fost.
| Nr. | Titlu                                                          | Prima difuzare     | Cod de producție |
| --- | -------------------------------------------------------------- | ------------------ | ---------------- |
| 22  | "Half Baked" ("Jumătate Copt")                                 | 24 iunie 2006      | S02E01           |
| 23  | "Hero of the Hourglass" ("Eroul Clepsidrei")                   | 12 august 2006     | S02E02           |
| 24  | "Bring It On" ("Adu-o Aici")                                   | 10 iunie 2006      | S02E03           |
| 25  | "The Academy" ("Academia")                                     | 1 iulie 2006       | S02E04           |
| 26  | "Family Business" ("Treburi de Familie")                       | 5 august 2006      | S02E05           |
| 27  | "Something Fishy This Way Comes" ("Ceva Suspect Vine Încoace") | 15 iulie 2006      | S02E06           |
| 28  | "Hairy Christmas" ("Crăciun Păros")                            | 16 decembrie 2006  | S02E07           |
| 29  | "Breakout" ("Evadarea")                                        | 29 iulie 2006      | S02E08           |
| 30  | "The Doppelganger Gang" ("Gașca de Zombie")                    | 8 iulie 2006       | S02E09           |
| 31  | "Dreamscape" ("Tărâmul Viselor")                               | 19 august 2006     | S02E10           |
| 32  | "Fool's Gold" ("Aurul Prostului")                              | 16 septembrie 2006 | S02E11           |
| 33  | "The Love Cruise" ("Croaziera Iubirii")                        | 3 februarie 2007   | S02E12           |
| 34  | "Feeding Frenzy" ("Hrănind Nebunia")                           | 23 septembrie 2006 | S02E13           |
| 35  | "A Befuddled Mind" ("O Minte Amețită")                         | 9 septembrie 2006  | S02E14           |